# アイガーデンエア
アイガーデンエア (I-GARDEN AIR) は、東京都千代田区飯田橋に2003年に建設された再開発街区。日本貨物鉄道（JR貨物）による「飯田町土地区画整理事業」として整備された。
1999年9月まで飯田橋に存在した貨物駅の飯田町駅と周辺の専用線、飯田町紙流通センターの跡地を、日本貨物鉄道（JR貨物）がデベロッパーとして、UFJグループの東洋不動産、大和ハウス工業と三井不動産をプロジェクトパートナーに選定して着工し、2003年3月までに北・中央・南の3街区にオフィスビル群と超高層マンション・ホテル棟が順次竣工した。

## 概要
JR貨物は超高層ビル「ガーデンエアタワー」と付属する商業施設「飯田橋アイガーデンテラス」を開発し、事業に参画したJR東日本は隣接地のホテルメトロポリタンエドモント新館「イーストウィング」を建設した。超高層型高級マンション「東京レジデンス」も当地区内に建設した。
このほか「マクセル東京ビル」（現在は「大和ハウス九段ビル」）「日建設計東京ビル」「大塚商会本社ビル」が各社の自社ビルとして建設し、現在はマクセルを除いてそれぞれ各企業の本社ないし東京での本部拠点が入居している。
なお、「アイガーデン」の第1期として先行して再開発が行われ1999年に竣工した「大和ハウス工業東京ビル」が「飯田橋アイガーデンテラス」の対岸に立地する。

### 名称の由来
アイガーデンエア (I-GARDEN AIR) の名称は、以下に由来する。
- I - 飯田橋 (Iidabashi)、歴史のある街 (Identity)、私 (I)、街の地形（Iの字型）、愛。
- GARDEN - 庭園、公園、緑と水のある空間。
- AIR - 空間、そよ風、大気、空気、空、旋律。

## 主な施設

### ガーデンエアタワー
アイガーデンエアのランドマークである地上35階、地下2階、高さ153メートルの超高層オフィスビルである。
JR貨物が開発・所有し、三井不動産・大和ハウス工業・東洋不動産（三井不動産が代表受託）がプロジェクトマネジメント業務を運営する。3Fから最上階までのオフィスエリアはすべてKDDI本社が入居しており、1Fエントランスにセキュリティゲートが設置されているため部外者は立ち入れない。セキュリティゲート外の1Fに店舗と三菱UFJ銀行ATMコーナー、2Fにメディカルモールがあり、これらは一般利用可能である。竣工前にKDDIが一棟借り上げ契約を締結し満室状態となり、2002年時点では汐留シオサイトや丸ビルと並ぶ景気回復期の再開発オフィス街区の一角となった。
飯田橋アイガーデンテラス
ガーデンエアタワーと一体的に整備された3階建の商業施設。セブン-イレブン飯田橋アイガーデンテラス店、セイジョー、みずほMMK、飲食店などが入居する。

### 大和ハウス東京ビル
竣工から2011年1月までは「JR貨物本社・大和ハウス東京ビル」の名称であり、その名の通りJR貨物の本社と大和ハウス工業（ダイワハウス）の東京支社がそれぞれ置かれ、建物も共同所有となっていた。その後JR貨物の本社機能は2011年2月14日付けでJR新宿駅新南口前の賃貸ビルへ転出し、大和ハウスがJR貨物の持分を取得したことで名実共に自社ビルとなっている。2013年2月に大和ハウスが2本社制導入により東京支社を本社・本店に格上げした。
D-TEC PLAZA
2002年4月に竣工した別館で、近未来の住宅設備が体験できるショールームとして運営していた。2012年4月30日をもって一般公開を終了した。

### ホテルメトロポリタン エドモント イーストウィング
ホテルメトロポリタンエドモントの増設部分として建設し、隣接地にある本館と一体的に運営する。1階にスリーエフが入居し（その後閉店し、ローソンを経て2022年現在はNewDays）、レストランを備えたツインルーム主体の宿泊中心の施設構成となっている。

### 東京レジデンス
日本貨物鉄道（JR貨物）の子会社「ジェイアール貨物・不動産開発」が開発し、三井不動産レジデンシャルによる管理･運営が行われる超高層型高級分譲マンション。

### その他のビル
- マクセル東京ビル - 日立マクセル東京本社が入居するビルとして建設した。現在は「大和ハウス九段ビル」となっている。
- 日建設計東京ビル
- 大塚商会本社ビル